# Anyphops spenceri
Anyphops spenceri är en spindelart som först beskrevs av Pocock 1896.  Anyphops spenceri ingår i släktet Anyphops och familjen Selenopidae. Inga underarter finns listade i Catalogue of Life.